# Batalla de Tomaszów Lubelski
La batalla de Tomaszów Lubelski tuvo lugar desde el 17 al 26 de septiembre de 1939, cerca de la villa polaca de Tomaszów Lubelski. Representó la segunda mayor batalla en la invasión alemana de Polonia de 1939, tras la batalla de Bzura, y aquella en que más fuerzas blindadas se utilizaron en la campaña. El resultado fue la destrucción de las fuerzas polacas.

## Combates

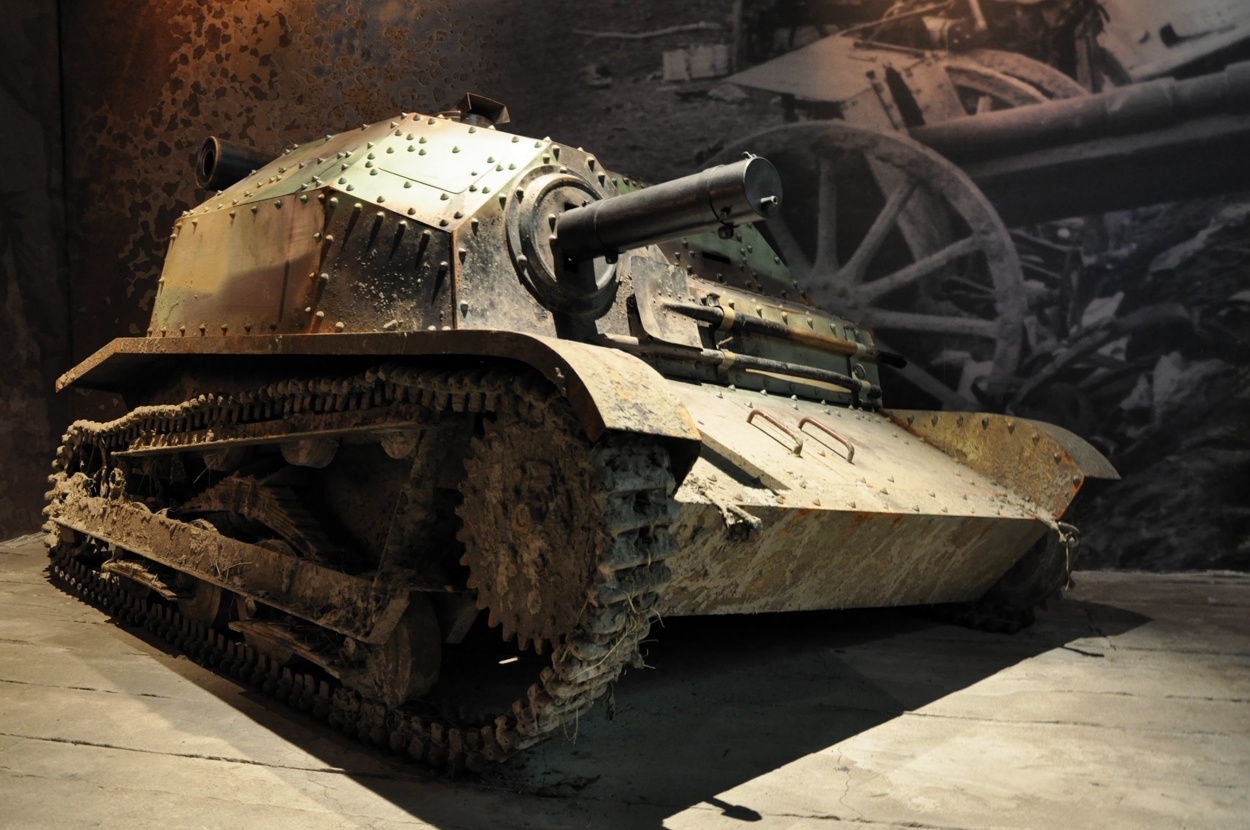
Tanquetas TKS

La batalla puede dividirse en dos fases: desde el 17 al 20 de septiembre, y desde el 21 al 26. En la primera (también conocida como Primera batalla de Tomaszów Lubelski, las fuerzas polacas, compuestas por el Ejército Lublin y Ejército Cracovia, al mando del general Tadeusz Piskor, intentaron romper las posiciones alemanas alrededor de Tomaszów hacia la cabeza de puente rumana. Las fuerzas polacas incluían una de las mayores unidades acorazadas polacas de la época, la Brigada Motorizada Acorazada de Varsovia. La primera fase acabó con la capitulación, el 20 de septiembre, del Ejército Lublin.
La segunda fase (también conocida como Segunda batalla de Tomaszów Lubelski) dio entrada a unidades polacas del así llamado Frente Septentrional: restos del Ejército Lublin, Ejército Modlin y los grupos de operaciones Wyszków, Narew y la caballería de Władysław Anders. Al mando de estas unidades se encontraban Emil Krukowicz-Przedrzymirski y Stefan Dąb-Biernacki. Del mismo modo, las unidades polacas intentaron romper el frente alemán hacia el sur. Sólo el grupo de caballería de Anders tuvo éxito, la mayoría del ejército polaco fracasó y capituló hacia el 26 de septiembre.